# Невский, Александр Павлович
Алекса́ндр Па́влович Не́вский (1896 — 1939) — журналист, советский разведчик-нелегал.

## Биография
Родился в семье служащего земства. Окончил реальное училище, затем 2 курса Московского коммерческого института, а в 1916 — Александровское военное училище. 
До 1917 служил в царской армии на Салоникском фронте. В 1918 интернирован французскими властями в город Верия. 
С 1919 в Югославии, работал журналистом в Белграде, в августе того же года вступил в коммунистическую партию Югославии. В 1921 осуждён на два месяца тюрьмы и восемь месяцев ссылки. В 1922 вернулся в СССР. В 1922—1923 работал в Нижнем Новгороде ответственным секретарём научно-технического клуба губсовпрофа (губернского совета профессиональных союзов), заместителем заведующего центральным рабочим клубом. 
С мая 1923 по сентябрь 1931 сотрудник ИНО ОГПУ. В 1925 работал в Греции под прикрытием должности атташе полномочного представительства СССР. Работал референтом, оперуполномоченным, начальником 4-го отделения ИНО ОГПУ с 1930 по 1933. В 1933—1934 начальник отделения Особого отдела ПП (полномочного представительства) ОГПУ Уральской области, в 1934 Челябинской области. В 1934—1935 помощник начальника Особого отдела УНКВД Ивановской промышленной области. С 1935 начальник Транспортного отдела УНКВД Западно-Сибирского края. С 1936 помощник начальника Особого отдела Сибирского военного округа, после чего до 1937 начальник Транспортного отдела УНКВД Новосибирской области. С января 1937 временно исполняющий должность начальника, затем утверждён начальником Дорожно-транспортного отдела Томской железной дороги. 
11 июля 1938 арестован, 10 марта 1939 осуждён ВКВС СССР к ВМН и в тот же день расстрелян. Впоследствии не реабилитирован.

### Звания
- юнкер;
- прапорщик царской армии (1916);
- старший лейтенант государственной безопасности (22 марта 1936);
- капитан государственной безопасности (29 января 1937).

### Награды
- орден Красной Звезды (2 июля 1937).